# Блошница
Блошница (лат. Pulicaria) — род травянистых растений семейства Астровые (Asteraceae).
Научное название растения происходит от лат. pulex — блоха, что связано с традиционным использованием высушенных растений против блох.

## Ботаническое описание

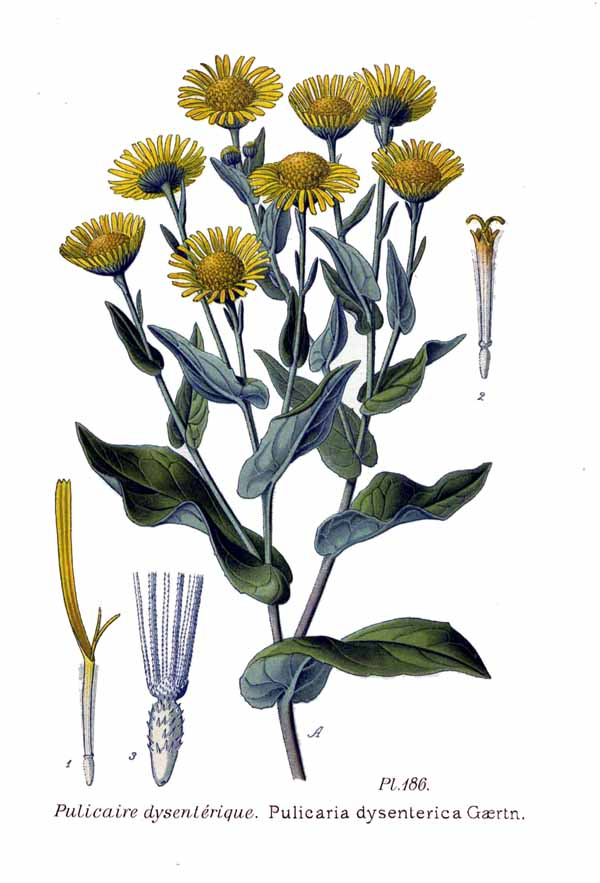
Блошница дизентерийная (Pulicaria dysenterica).

Однолетние или многолетние травы, с шерстисто-войлочными или войлочно-волосистыми поверхностями надземных органов, реже практически голые. Стебли обычно ветвистые, листья часто сидячие, очередные, не разделённые, цельнокрайние могут быть слегка зубчатыми.
Корзинки мелкие или средние, изредка крупные, обычно в своём числе многочисленные, расположенные по одной на концах ветвей, образуют щитовидные или кистевидные соцветия. 

## Распространение
Виды рода встречаются в Евразии и Африке, главным образом сосредоточены в Средиземноморье.

## Значение и применение
Имеются сведения о поедаемости сельскохозяйственными животными 3 видов: блошница дизентерийная (Pulicaria dysenterica), блошница обыкновенная (Pulicaria vulgaris), блошница шалфеелистная (Pulicaria salviifolia). Перечисленные виды имеют неприятный запах. Скотом не поедаются.

## Таксономия
Pulicaria Gaertn., De Fructibus et Seminibus Plantarum 2(3): 461–462, pl. CLXXIII, f.7. 1791.

### Виды
Род включает 63 вида:
- Pulicaria adenensis Schweinf.
- Pulicaria albida E.Gamal-Eldin
- Pulicaria alveolosa Batt. & Trab.
- Pulicaria angustifolia DC.
- Pulicaria arabica (L.) Cass.
- Pulicaria argyrophylla Franch.
- Pulicaria attenuata Hutch. & B.L.Burtt
- Pulicaria aualites Chiov.
- Pulicaria aylmeri Baker
- Pulicaria boissieri Hook.f.
- Pulicaria burchardii Hutch.
- Pulicaria canariensis Bolle
- Pulicaria carnosa (Boiss.) Burkill
- Pulicaria chrysantha (Diels) Ling
- Pulicaria chudaei Batt. & Trab.
- Pulicaria clausonis Pomel
- Pulicaria collenettei (Wagenitz & E.Gamal-Eldin) N.Kilian
- Pulicaria confusa E.Gamal-Eldin
- Pulicaria crispa Sch.Bip.
- Pulicaria cylindrica (Baker) Schwartz
- Pulicaria diffusa (Shuttlew. ex S.Brunner) B.Peterson
- Pulicaria discoidea (Chiov.) N.Kilian
- Pulicaria dumulosa E.Gamal-Eldin
- Pulicaria dysenterica (L.) Gaertn. — Блошница дизентерийная, или Блошница проносная
- Pulicaria edmondsonii E.Gamal-Eldin
- Pulicaria filaginoides Pomel
- Pulicaria foliolosa DC.
- Pulicaria gabrielii N.Kilian
- Pulicaria glandulosa Caball.
- Pulicaria glaucescens (Boiss.) Jaub. & Spach
- Pulicaria glutinosa (Boiss.) Jaub. & Spach
- Pulicaria gnaphalodes (Vent.) Boiss. — Блошница сушеницевидная
- Pulicaria grantii Oliver & Hiern ex Oliver
- Pulicaria hildebrandtii Vatke
- Pulicaria incisa (Lam.) DC.
- Pulicaria insignis Drumm. ex Dunn
- Pulicaria inuloides (Poir.) DC.
- Pulicaria jaubertii E.Gamal-Eldin
- Pulicaria kurtziana Vatke
- Pulicaria laciniata (Coss. & Durieu) Thell.
- Pulicaria lhotei Maire
- Pulicaria mauritanica Batt.
- Pulicaria migiurtinorum Chiov.
- Pulicaria minor Druce
- Pulicaria monocephala Franch.
- Pulicaria odora (L.) Rchb. — Блошница душистая
- Pulicaria paludosa Link
- Pulicaria petiolaris Jaub. & Spach
- Pulicaria prostrata (Gilib.) Asch. — Блошница простёртая
- Pulicaria rajputanae Blatt. & Hollb
- Pulicaria renschiana Vatke
- Pulicaria salviifolia Bunge — Блошница шалфеелистная
- Pulicaria scabra (Thunb.) Druce
- Pulicaria schimperi DC.
- Pulicaria sericea E.Gamal-Eldin
- Pulicaria sicula (L.) Moris
- Pulicaria somalensis O.Hoffm.
- Pulicaria steinbergii E.Gamal-Eldin
- Pulicaria undulata (L.) C.A.Mey.
- Pulicaria uniseriata N.Kilian
- Pulicaria volkonskyana Maire
- Pulicaria vulgaris Gaertn. — Блошница обыкновеннаяtypus
- Pulicaria wightiana C.B.Clarke